# Victor Orsel
André Jacques Victor Orsel, född den 25 maj 1795 i Oullins, död den 1 november 1850 i Paris, var en fransk målare.
Orsel åtnjöt först undervisning i Lyon, men begav sig sedan till Paris, där han blev Guérins lärjunge. Redan 1822 uppträdde han med en bild av Caritas (den kristliga kärleken), och 1823 begav han sig till Rom, där han under en följd av år utförde flera verk. Det första, som väckte uppseende, var Moses och Faraos dotter (1830). Omsider återvände han till Paris, där hans främsta verk utgörs av målningar i kyrkan Notre Dame de Lorette.